# SW-Journaal
SW-journaal is een Nederlands vakblad voor  het management en middenkader van de sociale werkvoorziening. Het blad wordt ook gelezen door de regionale en landelijke politiek. SW-Journaal bestaat sinds 1971 en werd uitgegeven door NOSW (Nationaal Overlegorgaan Sociale Werkvoorziening), het huidige Cedris. In 2003 werd het tijdschrift overgenomen door Uitgeverij Y-Publicaties in Amsterdam. Sinds 2006 heeft SW-Journaal een zusterblad, de Rea-krant, die geschreven wordt voor medewerkers op de werkvloer van de sociale werkvoorziening.